# Chiesa di Santa Maria Assunta (Arre)
La chiesa di Santa Maria Assunta è la parrocchiale di Arre, in provincia e diocesi di Padova; fa parte del vicariato del Conselvano.

## Storia

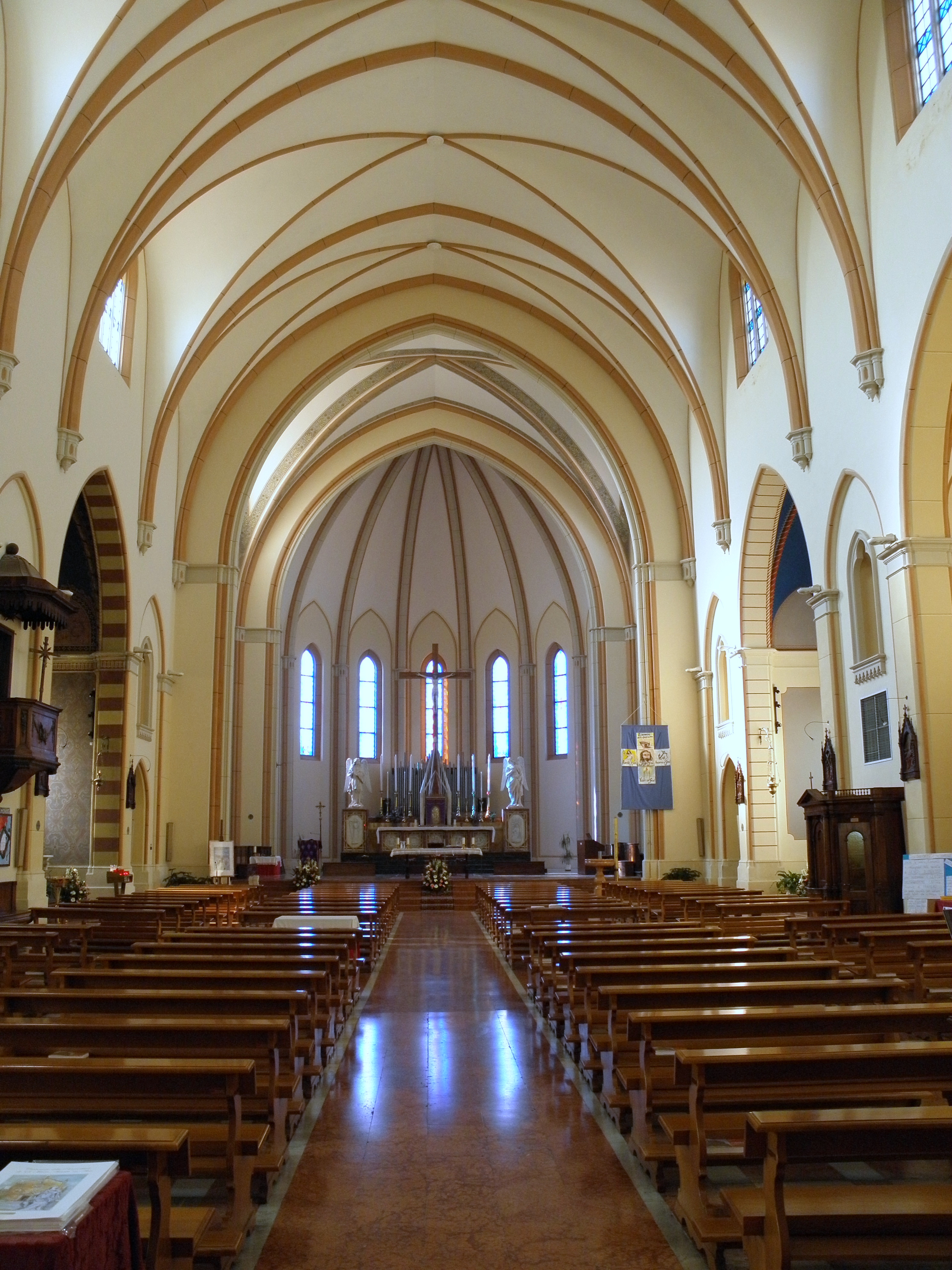
L'interno

La prima citazione di una chiesa ad Arre risale al XIII secolo e si sa era dipendente dalla pieve di Conselve. Questa chiesa venne riedificata nel XVII secolo e consacrata nel 1747. All'inizio del XX secolo la parrocchiale seicentesca non era più adatta a contenere tutte le persone che volevano assistere alle funzioni e, così, si decise di edificarne una nuova. I lavori di costruzione dell'attuale chiesa iniziarono nel 1909 e terminarono nel 1925. Nel 1959 si realizzò la pavimentazione interna e, nel 1964, la chiesa fu consacrata.